# Безтурботний шквал (Зоряний шлях)
Безтурботний шквал (The Serene Squall) — сьома серія першого сезону американського телевізійного серіалу «Зоряний шлях: Дивні нові світи». Сценарій епізоду написали Бо Демайо та Сара Таркофф; режисер Сідней Фріленд. Перший показ відбувся 16 червня 2022 року.

## Зміст
Незважаючи на прогрес, який вони досягли під час обміну тілами у «Спок Амок», Т'Прінг висловлює стурбованість своїми стосунками зі Споком і досліджує людську сексуальність, намагаючись краще зрозуміти його людську сторону. Дізнавшись цю новину під час міжпланетного відеочату, Спок знову радиться з медсестрою Чапель, чия прихильність до наукового співробітника передвіщає почуття (які вона виявляла до нього в епізодах оригінального серіалу).
Радник Зоряного флоту Аспен подорожує з «Ентерпрайзом» у віддалену колонію, яку атакують космічні пірати на кораблі-шахраї «Безтурботний шквал». Докторка Аспен — колишньій радник Зоряного флоту, яка тепер допомагає колоністам на окраїні простору Федерації. Капітан Пайк, який отримав завдання допомогти трьом кораблям колонії, які майже місяць перебували без провіанту, впевнено та співчутливо віддає маказ про виконання Місії. Аспен жартома зазначає, що Пайк — "бойскау " Зоряного флоту.
Аспен попереджає екіпаж «Ентерпрайза», що пірати діють у районі, до якого вони наближаються, зауважуючи, що пірати з «Безтурботного шквалу» особливо неприємні. Попередження виправдане; «Ентерпрайз» натрапляє на уламки двох із трьох колоніальних кораблів. Пайк відважно вирішує вийти за межі простору Федерації в пошуках третього корабля, але небезпек повно. У турболіфті Спок і Аспен ведуть інтригуючу розмову про «Колінагр», вулканський процес очищення емоцій (якому врешті-решт спробує пройти науковий офіцер на початку Star Trek: The Motion Picture).
«Ентерпрайз» тимчасово потрапляє в пастку енергетичної павутини, подібної до толіанської павутини, що випромінюється зі скупчення астероїдів, і ледве втікає, коли промені починають зближуватися. Пізніше, в квартирі Спока, Аспен пропонує захоплююче спостереження про те, як усі види намагаються класифікувати речі в ящики, теоретизуючи, що спроби Спока визначити, чи він більше вулканець чи людина, марні… можливо, він є ні тим, ні іншим. З огляду на те, що ця глибока мудрість постулюється небінарним характером, вона має ще більшу вагу та представляє відкритий спосіб сприйняття Всесвіту.
«Ентерпрайз» знаходить останнє колоніальне судно; але коли Пайк з'являється з виїзною командою, абордаж піратів одночасно переносить на корабель Федерації. Номер Один встигає заблокувати системи управління «Ентерпрайз», але починається запекла перестрілка, і весь екіпаж потрапляє в полон, за винятком Спока, Аспена та Чапель. Останнім колоніальним кораблем насправді є «Serene Squall», і його лідер оріонець Ремі допитує Пайка.
Пайк використовує свої кулінарні здібності та деякі тактики маніпулювання, щоб підштовхнути в правильному напрямі заколот на «Шквалі», щоб отримати контроль над кораблем. Чапель з допомогою медобладнання вдається утекти з-під варти.
Аспен і капітан зв'язуються зі Т'Прінг та ставлять їй ультиматум: звільнити коханця Ейнджел, вулканського в'язня, якого Т'Прінг намагається реабілітувати, або Спок помре. Т'Прінг вирішує віддати в'язня, але Спок робить вигляд, що розриває їхні заручини, стверджуючи, що має роман із Чапел.
Пайк і абордажна група направляються до корабля, щоб його екіпаж одночасно піднявся на борт «Ентерпрайза». Ейнджел намагається обстріляти корабель Т'Прінг, але група, яка перебуває на борту, використовує коди віддаленого доступу, щоб заблокувати елементи керування «Ентерпрайза». Ейнджел тікає, а пірати здаються.
У лазареті «Ентерпрайзу» Спок вирішує, що він і Аспен повинні пройти до інженерного відділу, щоб скасувати блокування Номер Один. Аспен розповідає, що її чоловік, вулканець, який брав участь у пошуку біженців, був убитий тими самими піратами. Прибувши на місток, пара знаходить медсестру Чапель, озброєну надійним гіпоспреєм. На відміну від комп'ютерного блокування, яке Дейта запровадив у «Братах», Споку вдається швидко використати свій дозвіл, щоб встановити контроль над кораблем. Принаймні до тих пір, поки Аспен не передасть управління містку й не розкриє, що вона насправді Капітан Ейнджел, справжня лідерка «Безтурботного Шквалу».
На містку Ейнджел пояснює, що вони помістили справжню доктоку Аспен на безлюдну планету та сфабрикували всю історію про колоністів у біді, щоб використати емоції екіпажу та заманити «Ентерпрайз» у пастку. Однак справжнім призом Ейнджел є Спок — вони сподіваються змусити Т'Прінг обміняти пацієнта в її реабілітаційному інституті (який також є коханцем Ейнджел) для безпечного повернення Спока. Т'Прінг погоджується доставити в'язня на місце розташування «Ентерпрайза».
Невдовзі Т'Прінг прибуває на тому ж вулканському крейсері, на якому раніше Сарек подорожував. Спок розігрує хитрість, щоб переконати її відмовитися від обміну полоненими. Підкріплюючи пристрасним поцілунком, Спок стверджує, що у нього з Чапель роман, що спонукає Т'Прінг розірвати їхні шлюбні зв'язки. Спок робить порощальний вулканський салют. Поки Ейнджел готується знищити корабель Т'Прінг, пірати дізнаються, що повстання Пайка на борту «Шквалу» вдалось, це дало капітану можливість отримати віддалений контроль над «Ентерпрайзом».
Переможена Ейнджел телепортується до невеликого евакуаційного судна, яке слідкувало за «Ентерпрайзом», а піратський екіпаж здається Зоряному флоту. Спок запевняє Т'Прінг у своїй любові до неї та каже Чапель, що їхня дружба суто платонічна. Він також відкриває Чапель, що коханцем Ейнджел є його зведений брат Сайбок.
У мене гарні новини. Я переконав піратів передати нас клінгонам
 Лікарю — перевірте капітана щодо наявності струсу

## Сприйняття та відгуки
На сайті «Rotten Tomatoes» епізод отримав 100 % підтримки на основі відгуків 4 критиків.
В огляді «StarTrek.com» зазначалося: "«The Serene Squall» бере класичну тему «Enterprise абордажу і наповнює її блискучою дискусією про ідентичність. Ця історія використовує постійні зусилля Спока, щоб збалансувати свою вулканську та людську спадщину, закликаючи глядачів перестати сприймати будь-який вибір як подвійний. Це продовжує традицію „Зоряного шляху“ подавати далекоглядні ідеї, тонко вбудовані в його історії. Епізод також продовжує натякати на почуття Чапель до Спока. Можливо, найбільш помітним є те, що поява Сайбока, антагоніста з дуже недооціненого „Star Trek V: The Final Frontier“, додає нову інтригу в „Strange New Worlds“. Чи побачимо ми знову Капітанку Ейнджел? Як Сайбок зіграє в поточній історії?»
В огляді «Den of Geek» серію оцінено у 5 зірок з 5 та зазначено: «По правді кажучи, я все чекаю, щоб „Star Trek: Strange New Worlds“ мене розчарував. Тому що хоча певні аспекти Дискавері (роман Сару та Т'Ріни, загальне існування Прокляття, прохолодні гігантські інопланетяни, що світяться) і Пікара (Патрік Стюарт існує, Джон де Лансі) були чудовими, з останніми сезонами у серіалів траплялися неприємні моменти, коли перегляд їх здавався скоріше обов'язком, ніж радістю. Але ми переглянули сім епізодів цього сезону „Дивних нових світів“, і це все ще неймовірно. Насправді, це шоу є тим рідкісним серіалом, який дійсно стає сильнішим з кожним епізодом. Який сильнігає, оскільки ми краще пізнаємо цих персонажів і спостерігаємо, як розвиваються їхні стосунки. Це багато для того, щоб сказати, що „Безтурботний шквал“ — це ще одна фантастична та дуже приємна година. Бурхлива космічна пригода з серйозним емоційним підґрунтям і історія, яка показує нам, чому цій команді так добре разом, навіть коли вона натрапила на складну наживку.»
«TV Tropes» здійснює детальний розбір аналогій, неспівпадінь та недоречностей епізоду.
В огляді «TrekMovie.com» зазначено: «Весела піратська історія, змішана з глибокодумним дослідженням особистості Спока, робить ще одну приємну серію в „Star Trek: Strange New Worlds“.»
На сайті «IMDb» станом на червень 2024 року епізод отримав 7.2 з 10 зірок схвалення при 4828 голосах.

## Знімались
| Актор                 | Роль                    |
| --------------------- | ----------------------- |
| Енсон Маунт           | Крістофер Пайк          |
| Ітан Пек              | Спок                    |
| Джесс Буш             | Кристина Чапель         |
| Крістіна Чонг         | Лаан Нуньєн Сінгх       |
| Бабс Олусанмокун      | Доктор М'Бенга          |
| Мелісса Навія         | Еріка Ортегас           |
| Ребекка Ромейн        | Номер Один              |
| Джессі Джеймс Кейтель | Аспен                   |
| Гія Сангу             | Т'Прінг                 |
| Шон Ахмед             | енсін Шанкар            |
| Майкл Гаф             | Ремі                    |
| Фі Ган                | пірат                   |
| Алекс Капп            | комп'ютер "Ентерпрайза" |
| Лоуренс Лібор         | озброєний пірат         |
| Родерік Макніл        | Стонн                   |
| Софія Вокер           | Фран                    |
| Ніколь Фурньє         | Піратка                 |
| Шеннон Віддіс         | чергова містка          |